# Феодор I Каллиопа (экзарх Равенны)
Феодор I Каллиопа — дважды занимал должность экзарха Равенны с 643 по 645 и с 653 по 666 год.
Во время второго периода правления, выполняя приказ императора Константа II, 15 июля 653 года вошёл с войском в Рим и захватил папу Мартина I.
Мартин I был вначале сослан на остров Наксос, затем отправлен в Константинополь, где над ним состоялся суд. Папа обвинялся в государственной измене и пособничестве экзарху Олимпию. После суда Мартин I был сослан в Херсонес.